# Pot catalytique
Ne doit pas être confondu avec Pot d'échappement.
Le pot catalytique ou catalyseur est un élément de l'ensemble du pot d'échappement des moteurs à combustion interne qui vise à réduire la nocivité des gaz d'échappement.

## Constitution

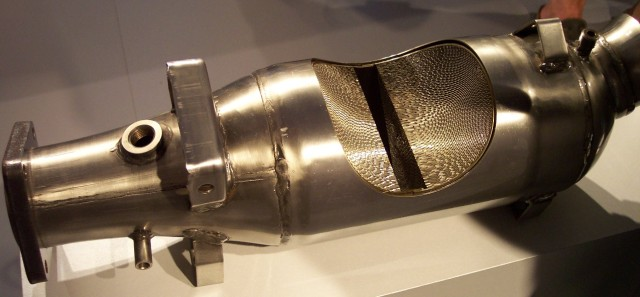
Vue « en écorché » d'un pot catalytique à enveloppe en inox.

Dès la toute fin du XIXe siècle, alors que seulement quelques milliers de voitures « à pétrole » sont en circulation, sont conçus en France des premiers prototypes de pots catalytiques automobiles, constitués d'une matière inerte « de contact » imprégnée de platine, d'iridium et de palladium, enfermée dans un cylindre métallique à double paroi isolante traversé de part en part par les gaz d'échappement.

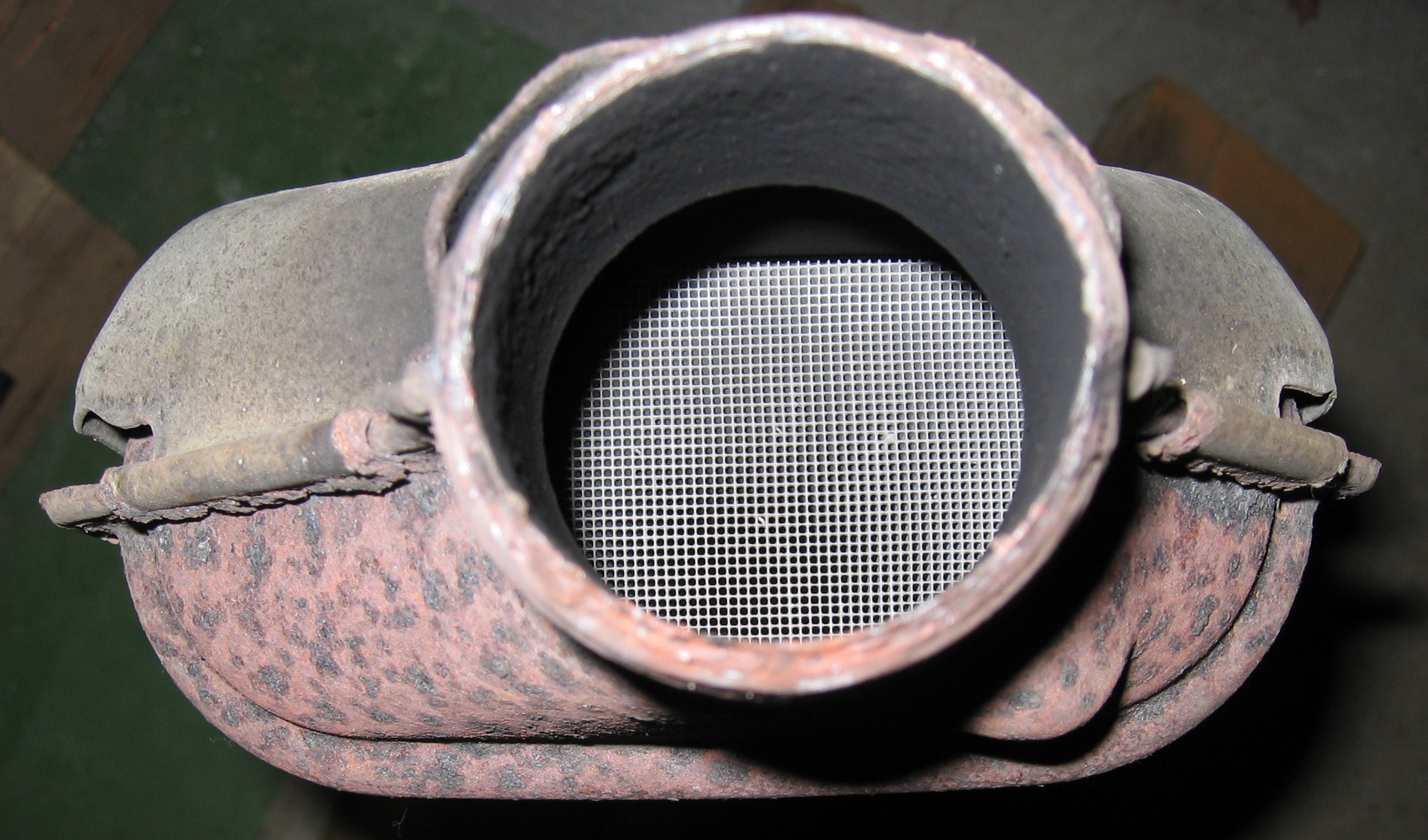
Vue de la structure interne d'un pot catalytique.

Les versions modernes sont constituées d'une chambre d'acier inoxydable dans laquelle sont conduits les gaz d'échappement, lesquels traversent les conduits d'une structure en nid d'abeille généralement faite en céramique. L'intérieur des conduits est recouvert d'une fine couche de cristaux combinant de l'alumine, de l'oxyde de cérium et au moins trois « métaux précieux » à savoir les métaux rares du groupe des platinoïdes : outre le platine lui-même, le palladium et le rhodium qui contiennent aussi jusqu'à 228 ppt d'osmium,. La structure interne du pot est conçue pour offrir une grande surface de contact entre les éléments catalyseurs et les gaz d'échappement. Au milieu des années 1990, un pot catalytique contenait de 3 à 7 g de platine et de 0,5 à 1,5 g de rhodium.

## Fonctionnement
Les éléments catalyseurs déclenchent ou accentuent les réactions chimiques qui tendent à transformer les constituants les plus toxiques des gaz d'échappement (monoxyde de carbone, hydrocarbures imbrûlés, oxydes d'azote), en éléments moins toxiques (eau, dioxyde de carbone et diazote).
Il existe deux grands types de pot catalytique, chacun adapté à la nature du carburant utilisé : le catalyseur dit à trois voies, pour les moteurs à essence, et le catalyseur dit à deux voies, associé ou non à un filtre à particules, pour les moteurs Diesel.

### Catalyseur à trois voies
Le catalyseur à trois voies provoque trois réactions simultanées :
1. Une réduction des oxydes d'azote en diazote et en dioxyde de carbone : 2NO + 2CO → N2 + 2CO2 ;
2. Une oxydation des monoxydes de carbone en dioxyde de carbone : 2CO + O2 → 2CO2 ;
3. Une oxydation des hydrocarbures imbrulés (HC) en dioxyde de carbone et en eau : 4CxHy + (4x+y)O2 → 4xCO2 + 2yH2O.

Le pot n'est efficace qu'à partir d'environ 400 °C, ce qui explique qu'il soit peu efficace sur de petits trajets (notamment en ville), qui ne laissent pas le temps au pot catalytique de chauffer suffisamment.
Les réactions d'oxydation (demandant une forte présence d'oxygène) et de réduction (demandant une faible présence d'oxygène) sont contradictoires. Elles ne se produisent simultanément que si la quantité d'air lors de la combustion est optimale. Ceci est assuré par la sonde lambda qui renseigne le calculateur de gestion du moteur sur la quantité de carburant à injecter.
Une réaction parasite de ce type de catalyseurs aux températures élevées :
2NO + CO → N2O + CO2
Sonde lambdales modèles récents sont équipés d'une double sonde à oxygène (dite « lambda ») liée à un calculateur électronique qui pilote la quantité de carburant à injecter dans le moteur (le rapport idéal air/carburant est de 14,7⁄1). Si la proportion de carburant augmente, les rejets de monoxyde de carbone (CO) et d'hydrocarbures (HC) augmentent aussi, si elle diminue (mélange pauvre), c'est le taux d'oxydes d'azote (NOx) qui augmente et, par suite la probabilité de production d'ozone et peut-être de PANs (peroxyacetyl nitrate, autre type d'oxydant produit par la circulation) ;
Composés-tamponsce sont des composés (rhodium, mais surtout oxyde de cérium) ajoutés à l'alumine du support pour limiter l'impact des variations de composition des gaz en stockant un peu d'oxygène quand il est en excès pour le rejeter quand il manque.

### Catalyseur à deux voies (moteur diesel)
Les catalyseurs d’automobiles vendus dans les années 1990-2000 visaient à convertir le monoxyde de carbone (CO) et les hydrocarbures imbrûlés (HC) en dioxyde de carbone (CO2) et en eau (H2O), tout en réduisant la masse de particules du carburant diesel.

## Améliorations et tendances (selon l’AECC)
- Des catalyseurs récents « à amorçage rapide » améliorent leur fonctionnement à température d'échappement moindre et donc sur les déplacements courts (de plus en plus fréquents).
- Les catalyseurs sont mieux fixés sur leur substrat, et plus résistants aux dilatations propres aux hautes températures et aux vibrations. Ils permettent un montage plus près du moteur, allongeant la durée de vie utile des catalyseurs
- La composition en métaux précieux actifs a été améliorée grâce :
  1. à une dispersion stable des cristallites de métaux catalytiques (métaux précieux)
  2. à une couche d'imprégnation permettant une large surface vers 1 000 °C.
- Des composants améliorés (stockage d'oxygène stabilisant la surface imprégnée) optimisent la « fenêtre » air/carburant du dispositif trois voies. Un système rétro-informe le pilote informatique sur l'état du catalyseur (Système d'auto-diagnostic OBD).
- Les substrats progressent également ;
  - En 1974, les substrats céramiques présentaient une densité de 200 cellules par pouce carré (cpsi) de section transversale (31 cellules par centimètre carré) pour une épaisseur de paroi de 0,012 po ou 12 millièmes de pouce (0,305 mm).
  - À la fin des années 1970, les substrats dérivés des feuilles ultra-fines d'acier inoxydable n'excédaient pas 0,05 mm d'épaisseur pour atteindre une densité élevée des cellules.
  - Au début des années 1980, la densité en cellules doublait (400 cpsi), pour une épaisseur de parois diminuée de 50 % (jusqu'à 6 millièmes de pouce). Des substrats de 400, 600 et 900 cpsi ont suivi, avec des parois réduites presque à 0,05 mm (2 millièmes de pouce d'épaisseur), mais dont la tenue dans le temps devra être confirmée par l'usage.
  - En 2009, des structures internes complexes utilisent des substrats de 800 et 1 000 cpsi, pour des parois affinées (jusqu'à 0,025 mm).

Pour atteindre les normes, certains constructeurs renvoient des gaz d'échappement refroidis dans le moteur ou, mieux (du point de vue de l'efficacité), injectent 32,5 % d´urée et d'eau chimiquement purs (ce qui demande des réservoirs supplémentaires).

### Garanties et recommandations actuelles
Une durée de vie de 150 000 km est garantie par les constructeurs aux conditions suivantes :
- éviter les démarrages « à la poussette » qui engendrent une expulsion de carburant non brûlé dans l'échappement, ce qui augmente la température du catalyseur et risque d'entraîner sa dégradation par fonte du substrat ;
- vérifier l'allumage régulièrement (bougies, faisceau de fils électriques), les « ratés d'allumage » engendrant le même phénomène ;
- éviter les routes pavées ou dégradées, ne pas monter les trottoirs ou passer les dos d'âne trop rapidement pour éviter d'endommager ou cogner le pot catalytique[b] ;
- pratiquer les entretiens et vidanges comme recommandé par le constructeur[6].

### Prospective
Les constructeurs doivent encore améliorer plusieurs points :
- la catalyse au moment du démarrage à froid (quand le véhicule pollue le plus) sur un meilleur traitement des rejets azotés car ces composés contribuent à l'acidification des pluies, à l'eutrophisation de l'environnement ou à l'effet de serre (l'oxyde nitreux (N2O) est un puissant gaz à effet de serre ; son potentiel de réchauffement global après 100 ans passé dans l'atmosphère correspond encore à 298 fois celui du CO2[7]) ;
- catalyseurs moins coûteux, moins rares ou plus performants (ex : catalyse hétérogène utilisant des nanocristaux de CeO2-ZrO2[8]), ou  CeO2[9] ou ZrO2[9] ;
- limiter ou stopper les pertes de nanoparticules ou microparticules toxiques dans l'environnement ;
- meilleure recyclabilité des composants, en sachant qu’il est d’ores et déjà possible de recycler ses pots catalytiques et les métaux précieux contenus dedans[10].

## Impacts environnementaux, positifs et négatifs
Face au nombre croissant des véhicules motorisés et pour limiter la pollution de l'air, depuis la fin des années 1990, de nombreux pays ont rendu un élément catalyseur obligatoire pour les moteurs à essence et/ou diesel. Cependant les véhicules sont toujours plus nombreux, ils parcourent des distances croissantes et certains polluants ne sont pas traités par les catalyseurs. Enfin, il semble que certains pots catalytiques vieillissent mal et puissent perdre une partie de leur contenu dans l'environnement. Outre que ces métaux sont précieux, ils peuvent polluer. Les pots catalytiques créent, de plus, une perte de charge à l'échappement et dégradent le rendement du moteur, accroissant donc sa consommation.

### Effets positifs
Les pots catalysés ont permis de diminuer les émissions de 3 polluants : monoxyde de carbone (CO, toxique), oxydes d'azote (précurseurs de l'ozone) ainsi que des hydrocarbures imbrûlés (polluants et parfois mutagènes et cancérogènes), et indirectement du plomb (en favorisant les carburants sans plomb)

### Limites du système
La catalyse ne résout pas tous les problèmes de pollution des gaz d'échappement, et elle en crée de nouveaux.

#### Domaine d'efficacité
Le catalyseur n'est efficace qu'au-dessus d'environ 400 °C, température qui n'est généralement atteinte qu'après 10 à 15 kilomètres de conduite. Or, c'est au démarrage que les émissions de gaz toxiques sont les plus importantes. Pour pallier ce problème, Emitec, Alpina et BMW ont développé dans les années 1990 un pot catalytique à chauffage électrique. Des résistances électriques dans le pot catalytique sont alimentées juste après le démarrage du moteur, amenant très rapidement le pot catalytique à sa température de fonctionnement, permettant au véhicule d’être qualifié de véhicule à faibles émissions. En 1995, Alpina lance la berline B12 5,7 E-KAT basée sur la BMW 750i qui est le premier véhicule de série équipé d’un tel pot.;
Des polluants majeurs ne sont pas traités : la température de fonctionnement du catalyseur à trois voies provoque une réaction parasite qui crée du N2O, un puissant gaz à effet de serre, et il ne traite évidemment pas le CO2, résidu naturel de la combustion. Ce sont donc deux gaz à effet de serre qui sont produits et/ou non traités.

#### Remplacement du plomb
Le plomb utilisé pour relever l'indice d'octane a été remplacé car il détruit les pots catalytiques et pour ses inconvénients graves (le plomb est non dégradable, et facteur de saturnisme). Mais le benzène et certains métaux lourds (ex. : manganèse en additif sur les véhicules qui ne supportent pas les carburants sans plomb) qui ont remplacé le plomb comme « anti-détonants » (une grande partie du benzène a été aujourd'hui remplacée par des alcools qui ont des propriétés anti-détonantes similaires)  posent d'autres problèmes écologiques et sanitaires (le benzène est cancérogène), et ils sont de plus en plus présents dans l'air et l'environnement urbain et aux abords des routes à fort trafic.

#### Nouvelle pollution par les métaux lourds
Selon des études citées par la revue scientifique américaine Environmental Science and Technology , paradoxalement, les métaux lourds des pots catalytiques polluent déjà l'environnement, localement et jusque dans les neiges et les glaces polaires (100 fois plus de retombées dans les zones polaires, avec très forte augmentation en deux décennies). Les pots sont soumis à un flux corrosif et encrassant, à de fréquentes variations de température et de pression, à des chocs thermiques et aux vibrations, ce qui explique qu'une part des métaux lourds utilisés soit peu à peu arrachée de leur support et expulsée avec les gaz d'échappement.
 Les pots catalytiques pour automobiles sont apparus vers 1975 aux États-Unis et à la fin des années 1980 en Europe de l’Ouest. Ils émettent des quantités croissantes de platine, rhodium et palladium et ceux-ci se retrouvent détectés, par exemple, dans l'herbe des prairies en bordure de routes ou dans l'urine d'habitants d'une grande ville telle que celle de Rome. Ces constatations peuvent laisser penser qu'une grande part de la population y est exposée également (selon l'IRSN, le plus mobile de tous les éléments platinoïdes dans l'environnement, le palladium 107, susceptible de servir de traceur, n’a encore jamais étudié du point de vue de la radioécologie). Ces métaux, autrefois rares dans notre environnement, sont maintenant communément trouvés dans la poussière des routes des pays riches, à des taux parfois plus élevés que dans le minerai de platine(source : Pr Claude Boutron)[source insuffisante].
Contrairement aux principaux gaz d'échappement, les métaux lourds ne sont ni biodégradables ni dégradables. Ils ne peuvent qu'être stockés éventuellement provisoirement dans les sols, sédiments ou végétaux. Ce phénomène est récent et peu étudié : on ignore encore s'ils peuvent être fortement bioaccumulés dans les chaînes alimentaires. Une étude a dosé le platine, le rhodium et le palladium de carottes de glace et de neige prélevées au centre du Groenland. « Les taux de platine, rhodium et palladium se sont montrés jusqu'à 100 fois plus élevés dans la neige tombée au milieu des années 1990 que dans la glace datant d'il y a 7 000 à 8 000 ans », présentant une « brutale augmentation ces dernières années » qui laisse à penser que la catalyse serait en cause.
Des analyses sont en cours pour voir si l'Antarctique et l'hémisphère sud sont également touchés, bien que beaucoup moins industrialisés et peuplés.
L'origine de cette pollution semble avérée et incontestable, car le rapport d'abondance du platine et du rhodium mesuré dans la neige récente du Groenland est le même que celui mesuré directement à la sortie de pots d'échappement catalytiques. Ces métaux circulent donc déjà de manière aéroportée jusqu'en Arctique.
Selon une étude allemande publiée en 2001, le platine était jusqu'en 1998 plus présent que le rhodium, et sa présence augmente plus vite en Allemagne que celle du rhodium dans l'air ambiant et dans les poussières, et ce, depuis l'introduction de pots catalytiques automobiles en 1988. Les analyses montrent une forte et régulière augmentation des teneurs ambiantes de ces métaux sur 10 ans (de 1988 à  1998). Plus précisément, les teneurs de l’air en ces matériaux étaient 46 fois plus élevées en 1998 qu’en 1988 pour le platine et 27 fois pour le rhodium, et on peut supposer qu’elles ont encore augmenté depuis, étant donné la multiplication du nombre des pots catalytiques. Les taux considérés par métaux restaient en 1998 pour le platine (147 pg·m-3 en moyenne, avec un maximum de 246 pg m−3 en 1998) au-dessous de la valeur guide de 15 000 pg·m-3 (concentration à partir de laquelle un risque appréciable pour la santé est reconnu, selon les données épidémiologiques disponibles (étude d’employés d’usines produisant ou utilisant des catalyseurs), mais ces études sont rares, elles ne concernaient pas les très petites particules et n’ont pas étudié si des effets synergiques étaient possibles entre catalyseurs, ou avec d’autres polluants, ou en termes d’impacts secondaires via la photochimie par exemple.

#### Pollution par l'osmium
L'osmium est faiblement présent comme catalyseur ou comme impureté dans les platinoïdes catalytiques ; à raison de 600 à 700 ppt pour les pots catalytiques anciens et beaucoup moins probablement pour les derniers modèles). Ce métal rare est volatil sous sa forme oxydée, qui est par ailleurs très toxique. Un faible pourcentage de cet osmium est perdu sous forme particulaire (expulsé avec les gaz d'échappement, déposé sur les routes et éventuellement lessivé par les pluies) ; une autre partie, probablement beaucoup plus importante est perdue sous forme gazeuse. En laboratoire, la volatilité de l'oxyde d'osmium se montre élevée ; assez pour que près de 95 % de l'osmium des pots catalytiques soit vaporisé et dispersé dans l'air, faisant des automobiles contemporaines (des années 2000-2009) la première source majeure et planétaire de pollution en osmium non radiogénique. Ce sont de 3 à 126 pg/m2 d'osmium (qui peuvent être émis dans de grandes agglomérations telles que New-York City) qui pourraient ainsi être déposés annuellement, surtout aux abords des réseaux routiers les plus circulants. Ces dépôts sont importants si on les compare par exemple au 1 pg/m2/an d'osmium déposé via les poussières d'origine naturelle (érosion du sol, volcanisme, météorites). Cet osmium n'est pas biodégradable, et s'ajoute à celui provenant des rares autres sources anthropiques déjà inventoriées et on en trouve déjà des quantités significatives dans les eaux et sédiments. On ignore son temps moyen de vie dans l'air ou l'eau, mais comme c'est une molécule très réactive (hyperoxydant), on suppose que sa forme vapeur (la plus toxique) a une relativement faible durée de vie. On ne connait pas son cycle dans les compartiments vivants des écosystèmes (chaine alimentaire), mais on mesure déjà une accumulation dans les sédiments. Par exemple, les métaux sédimentés dans le Saanich Inlet, un fjord anoxique de la côte ouest du Canada ont été étudiés pour fabriquer la courbe en 187Os/188Os caractérisant certains évènements géotectoniques et climatiques des paléo-océans (du Cénozoïque, et pour partie du Mésozoïque). Les quantités d'osmium y sont faibles, probablement en raison de la faiblesse de l'enrichissement du fjord en osmium marin, mais on s'est aperçu que les couches récentes de sédiments contiennent une faible quantité d'osmium (55-60 ppt dont la composition isotopique ne reflète pas celle de l'océan actuel mais évoque un apport local en osmium non-radiogénique (détritique et/ou dissous). La comparaison qualitative (isotopique) et quantitative de cet osmium avec celui qui est conservé dans les couches stratigraphiques plus anciennes et préanthropiques laisse penser que cet osmium non-radiogénique est d'origine humaine, et plus particulièrement automobile, car on trouve aussi dans les sédiments superficiels de ce fjord du plomb tétra-éthyl issu des carburants automobiles (des années 1930 à 1980). La signature isotopique de ce plomb démontre que ce fjord est fortement affecté pas les retombées de plomb atmosphérique originaire du parc automobile nord-américain).
L'osmium des catalyseurs passe effectivement en phase vapeur aux températures de fonctionnement des pots d'échappement : Une expérience a consisté  à chauffer l'élément catalytique d'un pot d'échappement dans un four durant 330 heures (délai correspondant à environ un an d'utilisation à raison d'une heure/jour, à 400 °C, soit la température la plus basse pour que le catalyseur fonctionne). À cette température, 75 % à 95 % de l'osmium quitte le substrat catalytique pour passer dans l'air sous forme gazeuse (OSO4). Or la température dans un pot catalytique dépasse souvent 500 °C et peut atteindre 1 100 °C. L'auteur suppose donc qu'en usage normal, près de 100 % de l'osmium présent dans le catalyseur pourrait être perdu dans l'air,
Une étude isotopique récente a montré que cette contamination était déjà largement planétaire pour les neiges et eaux de pluie, mais aussi des eaux marines superficielles par de l'osmium anthropogénique.

#### Pollution par les nanotubes de carbone
En se dégradant, les pots catalytiques relâchent des nanotubes de carbone dans l'air et ces nanotubes peuvent se retrouver dans les poumons des enfants des capitales.

## Risques pour la santé?
Sans nier les avantages des pots catalytiques, on manque de données toxicologiques et écotoxicologiques quant aux impacts des métaux perdus par ces pots dans l'environnement, et notamment quant aux effets sanitaires et écologiques des dérivés (oxydes en particulier) et métabolites de ces métaux. Les métaux du groupe du platine, lorsqu'ils sont présents dans les particules en suspension, ne sont en effet pas chimiquement neutres (c'est pourquoi ils font de bons catalyseurs), et notamment à l'état de particules ultrafines (moins de {{unité[1 µm}}) ou de nanoparticules lorsque leur effet catalytique est dopé par une surface de contact très augmentée à poids égal de matière. Certains de ces métaux sont pour ces raisons utilisés comme médicaments anticancéreux (par exemple pour une forme oxydée du platine), mais non sans effets secondaires, puisque c'est la molécule qui cause la perte des cheveux dans certaines chimiothérapies et qu'elle est potentiellement cancérigène à plus forte dose.

### Étude allemande
Un échantillon d’air collecté en Allemagne à 150 m d’une route a fait l’objet d’une étude visant à déterminer précisément les tailles et la nature des particules présentes dans l'air :
- près de 75 % des particules de platine et 95 % de celle de rhodium de cet échantillon étaient associées à des particules de plus de 2 µm de diamètre (comprises entre 4,7 et 5,8 µm pour la plupart). Le poids moléculaire de ces particules laisse supposer qu’elles sont facilement mises en suspension, mais qu'elles sédimentent assez rapidement dans l'air et sont moins susceptibles de ré-envol une fois fixées par un sol végétalisé ;
- les 25 % restants de platine et 5 % des particules de rhodium étaient présents sous forme de particules fines ou ultrafines de moins de 2 µm qui sédimenteront plus difficilement. Environ 10 % des particules en suspension de platine et près de 38 % des particules de Rh se sont montrées solubles dans un acide fortement dilué (0,1 molaire), ce qui laisse penser qu'elles pourraient facilement franchir les muqueuses pulmonaires et les barrières intestinales en cas d'inhalation et/ou d'ingestion.

Par ailleurs, selon cette étude un quart des particules composées de métaux du groupe du platine sont émises avec une taille si fine qu’elles sont susceptibles d’avoir un comportement de particules en suspension plutôt que de rapidement retomber au sol. Or ce sont des métaux à fort pouvoir catalytique qui pourraient contribuer à la pollution photochimique et dont les impacts sur les organismes vivant après inhalation ou bio-intégration par des plantes, champignons, ou bactéries sont mal connus, notamment sous forme de microparticules. Les matériels utilisés pour cette étude ne permettaient pas de mesurer le pourcentage de nanoparticules éventuellement présent dans cet échantillon. Cette étude confirme néanmoins qu’un quart au moins de ces métaux lorsqu’ils sont perdus par les pots d’échappement peuvent facilement être emportés et se redéposer loin de leurs sources d’émissions, emportés par les vents et courants aériens faibles (ex. : ascendances thermiques fréquentes au-dessus des routes goudronnées de couleur noire). Ces produits n'étant pas biodégradables, ils sont susceptibles d'être bioaccumulés et/ou de s'accumuler dans les sols proches des routes, et dans les parkings souterrains et près de leurs bouches d'aération.
Le fait que les pots catalytiques perdent de l'osmium sous forme vapeur (forme oxydée la plus toxique de l'osmium) est également préoccupant. Le kérogène est une source naturellement riche en osmium radiogène peut laisser penser que l'osmium peut être bioaccumulé mais son cycle « naturel » est encore mal étudié.

### Conclusion provisoire; alternative et perspectives
Les études citées ci-dessus confirment que la pollution automobile diffuse très rapidement à l'ensemble de la planète, car les pots catalytiques sont récents et ne se sont développés à ce jour que dans les pays riches. 
Si des études prouvent des impacts négatifs de ces émissions pour la santé et l'environnement, on se trouvera face à des choix et défis nouveaux :
- pot catalytique amélioré + filtre,
- nouveau carburant (ex : hydrogène, déjà priorité en Islande et États-Unis qui veulent le généraliser d’ici 50 à 60 ans),
- limitation des transports ou développement des transports en commun.
Des alternatives sont étudiées, par exemple pour le diesel ; le japonais Daihatsu Diesel et l'université d'Osaka testent en 2007 un traitement de gaz d'échappement, sans catalyseur, détruisant 80 à 90 % des oxydes d'azote (NOx) et des particules (PM) par un plasma, qui produit du CO, transformé en CO2 éliminé par une solution de sulfite, pour un coût annoncé très inférieur aux solutions catalytiques.
Des catalyseurs plus disponibles et moins coûteux que le platine (qui en 2010 coûte 1 580 $ l'once ou les 31 grammes, après avoir atteint les 2 000 $ en 2008), sont recherchés par les chimistes :
- Selon[24] des chercheurs de General Motors (Warren, Michigan) dirigés par M. Wei Li, des oxydes de pérovskite (minéral commun), enrichis de strontium et palladium seraient au moins aussi performants que le platine pour épurer les gaz de moteurs à essence à mélange pauvre. Les oxydes de perovskite sont des catalyseurs étudiés depuis plus de 10 ans, Li et son équipe ont réussi à considérablement améliorer ses performances comme oxydant du NO ; en substituant quelques-uns des atomes de lanthane-cobalt ou de lanthane-perovskites de manganèse par des atomes de strontium. Le palladium évite l'empoisonnement de la structure catalytique par le soufre présent dans les carburants.
Reste le problème de la toxicité des micro ou nanoparticules de strontium et palladium. Par ailleurs une part de platine semble rester nécessaire pour suffisamment convertir le NO en NO2. Enfin, si le palladium est 70 % moins cher que le platine (début 2010), il reste un métal rare, et son cours pourrait s'envoler si sa demande augmentait fortement.
- pour les NOx, une alternative écologique (mais aussi couteuse), déjà commercialisée aux États-Unis, est d'utiliser un stock d'urée (composant peu coûteux, pouvant facilement être produit à partir de l'urine), qui injecté dans le pot se décompose en ammoniac qui réagit avec les NOx en formant de l'azote et de la vapeur d'eau, mais l'urée a tendance à geler par temps froid et le réservoir d'urée doit être fréquemment rempli.

### Remarques sur la connaissance
Les scientifiques indépendants et les autorités locales peinent à travailler sur l'impact des carburants dont les formules varient selon les provenances, les producteurs, mais aussi selon la saison et la durée de stockage. Ces données chimiques industriellement sensibles, de même que les quantités consommées dans les différentes régions de distribution, sont considérées comme des informations confidentielles par les fabricants.
Des questions se posent aussi concernant les installations catalytiques équipant des installations industrielles, incinérateurs, etc., surtout lorsque placées en aval d’un filtre, ou non suivies de très bons filtres capables de récupérer les métaux catalytiques arrachés de la surface interne de l’équipement.
Les pots catalytiques ne sont pas obligatoires pour les voitures à essence (de moins de deux litres de cylindrée) mises en circulation avant le 1er janvier 1994, celui-ci peut donc être remplacé par un simple tube ou autre, ceci ne modifie pas la validation du contrôle technique pour les voitures à essence mises en circulation avant le 1er janvier 1994 si le moteur est correctement réglé, en revanche il est obligatoire à partir de deux litres de cylindrée dès 1990.